# Kim Jeong-sin
Kim Jeong-sin (김정신?; Pyongyang, 1919 – Seul, 21 febbraio 2001) è stato un cestista e allenatore di pallacanestro sudcoreano.

## Carriera
Con la Corea del Sud ha disputato i Giochi olimpici di Londra 1948. Da allenatore ha guidato la Corea del Sud a quelli di Melbourne 1956.